# 9군 전쟁
9군 전쟁(태국어: สงครามเก้าทัพ 송크람 까오탑[*], 九軍 戰爭)은 18세기 말 꼰바웅 왕조 버마와 짜끄리 왕조 시암 간에 있었던 전쟁이다. 꼰바웅의 6대 왕 보도퍼야가 과거에 일시적으로 버마가 점령했던 구 아유타야 왕조령 영역으로 자신의 지배 영역을 넓히고자 하는 야심을 품고 1785년 시암을 침공하여 전쟁이 시작되었다. 버마가 아홉 갈래의 군으로 침공하였기 때문에 이 전쟁을 '9군 전쟁'이라 부른다.
시암 북부의 속방인 란나 왕국을 침공한 보도퍼야의 군대는 간신히 란나 지역에서 저지되어 방콕에서의 지원군이 올 시간을 벌 수 있었다. 하지만 핏사눌록은 함락되었고, 이에 라마 1세는 친히 군대를 이끌고 북방으로 진군하여 버마군을 막았다. 남쪽으로 침공한 버마군은 세 파고다의 길(버마어: ဘုရားသုံးဆူ တောင်ကြားလမ်း, 태국어: ด่านเจดีย์สามองค์ 단쩨디 삼옹[*])에서 진격을 잠시 멈추었다. 시암 부왕 마하 수라싱하낫은 군대를 이끌고 출격하였다. 마하 수라싱하낫은 라농에서 출발하여 나콘시탐마랏을 지나 방콕으로 접근하던 버마군에 역공을 가했고, 깐짜나부리에서 교전이 벌어졌다.
버마군은 또한 탈랑(오늘날의 푸껫 지역)을 침공하였는데, 그곳의 지방관이 마침 그 무렵 사망하여 부인인 짠(จัน)이 여동생 묵(มุก)과 함께 탈랑 방위를 위한 군대를 모집하였다. 후에 이들은 명예로운 경칭인 '타오(ท้าว)'로 불려 태국의 역사적 영웅 타오 텝까삿(ท้าวเทพกระษัตรี)과 타오 시순톤(ท่านผู้หญิงจัน)으로 추대받고 있다.
다른 방면의 버마군은 송클라로 진격했다. 소식을 들은 파탈룽의 지방관은 도망쳤다. 그러나 '프라 마하'라는 승려가 지방민을 이끌고 버마군에 저항하였다. 프라 마하는 후에 환속하고 라마 1세에게서 작위를 받아 '프라야 투카랏'이 되어 봉직하였다.
각 방면의 침공군이 격퇴되자 보도퍼야는 군대를 일단 후퇴시켜 내년(1786년)에 재침공하였다. 버마군은 이번에는 9군으로 병력을 분산하지 않고 한곳으로 집중하여 공세를 펼쳤다. 보도퍼야가 세 파고다의 길을 넘어 타딘댕에 이르렀을 무렵, 부왕 마하 수라싱하낫은 군대를 이끌고 나와 교전을 벌였다.(타딘댕 전투) 짧은 전투 끝에 보도퍼야는 패배하고 군대를 물렸다.